# Eva-Liv-Insel
Die Eva-Liv-Insel (russisch Остров Ева-Лив, Ostrow Jewa-Liw) ist eine unbewohnte Insel des zu Russland gehörenden arktischen Franz-Josef-Lands. 
Sie ist die größte einer Gruppe von Inseln im Nordosten des Archipels, zu denen auch die Freeden-Insel und die Adelaide-Insel gehören. Im Russischen werden sie Weißes Land (Белая Земля) genannt, eine Bezeichnung, die auf Fridtjof Nansen zurückgeht, der nach seinem Vorstoß in Richtung Nordpol hier 1895 erstmals wieder festes Land vorfand und es wegen seiner starken Vergletscherung so benannte (norwegisch Hvidtenland).
Die Eva-Liv-Insel besitzt eine Fläche von 288 km² bei einer Länge von 28 km. Sie ist fast vollständig von zwei Eiskappen bedeckt. Nansen nahm an, es würde sich um zwei getrennte Inseln handeln, die er nach seiner Frau Eva und der gemeinsamen Tochter Liv benannte. Später glaubte man, es mit nur einer Insel zu tun zu haben, was zur gegenwärtigen Bezeichnung führte. Durch das Abschmelzen der Eiskappen hat sich eine Halbinsel im Norden inzwischen als separate Insel herausgestellt (Messjazew-Insel, Остров Месяцева). Es ist durchaus möglich, dass sich unter den Eiskappen doch eine Eva- und eine Liv-Insel verbergen.